# Luis Correa Vergara
Luis Correa Vergara (Talca, 31 de agosto de 1872-Santiago, 18 de noviembre de 1943) fue un agricultor y político chileno, que se desempeñó como ministro de Estado de su país, durante la vicepresidencia de Luis Barros Borgoño entre octubre y diciembre de 1925. En el sector privado, ocupó la vicepresidencia de la Sociedad Nacional de Agricultura (SNA).

## Familia y estudios

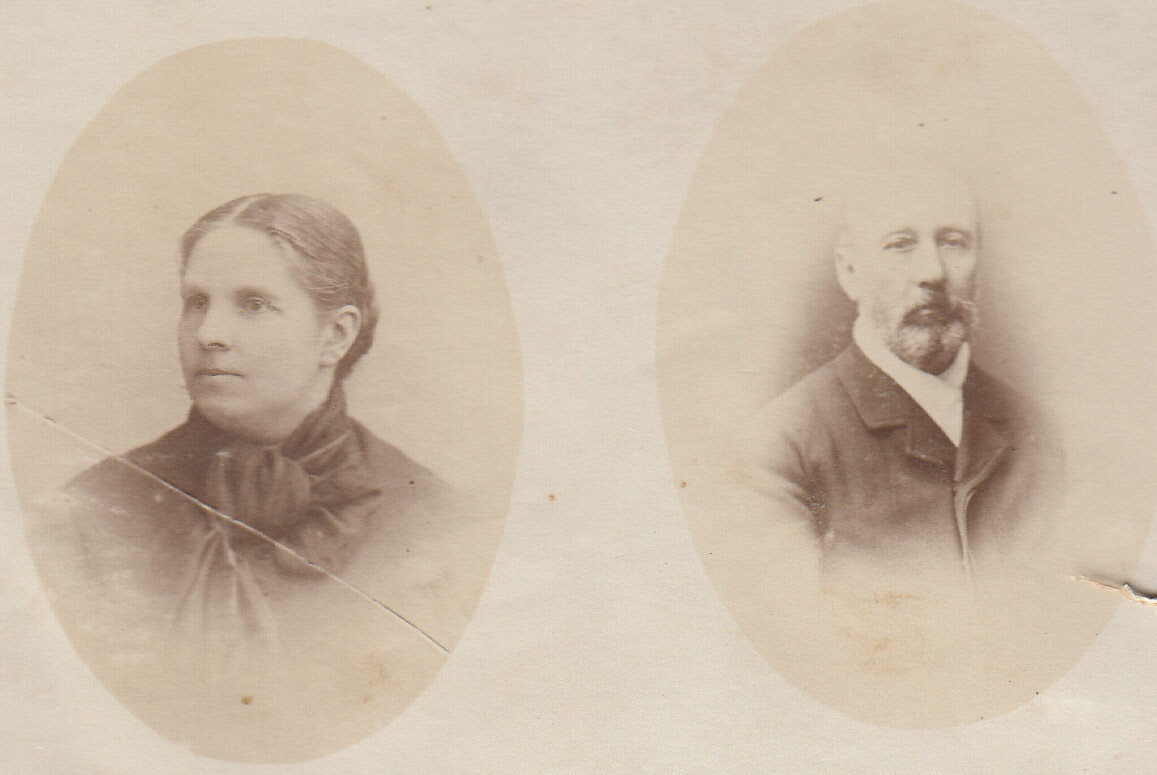
Agustina Vergara y Vicente Correa, sus padres.

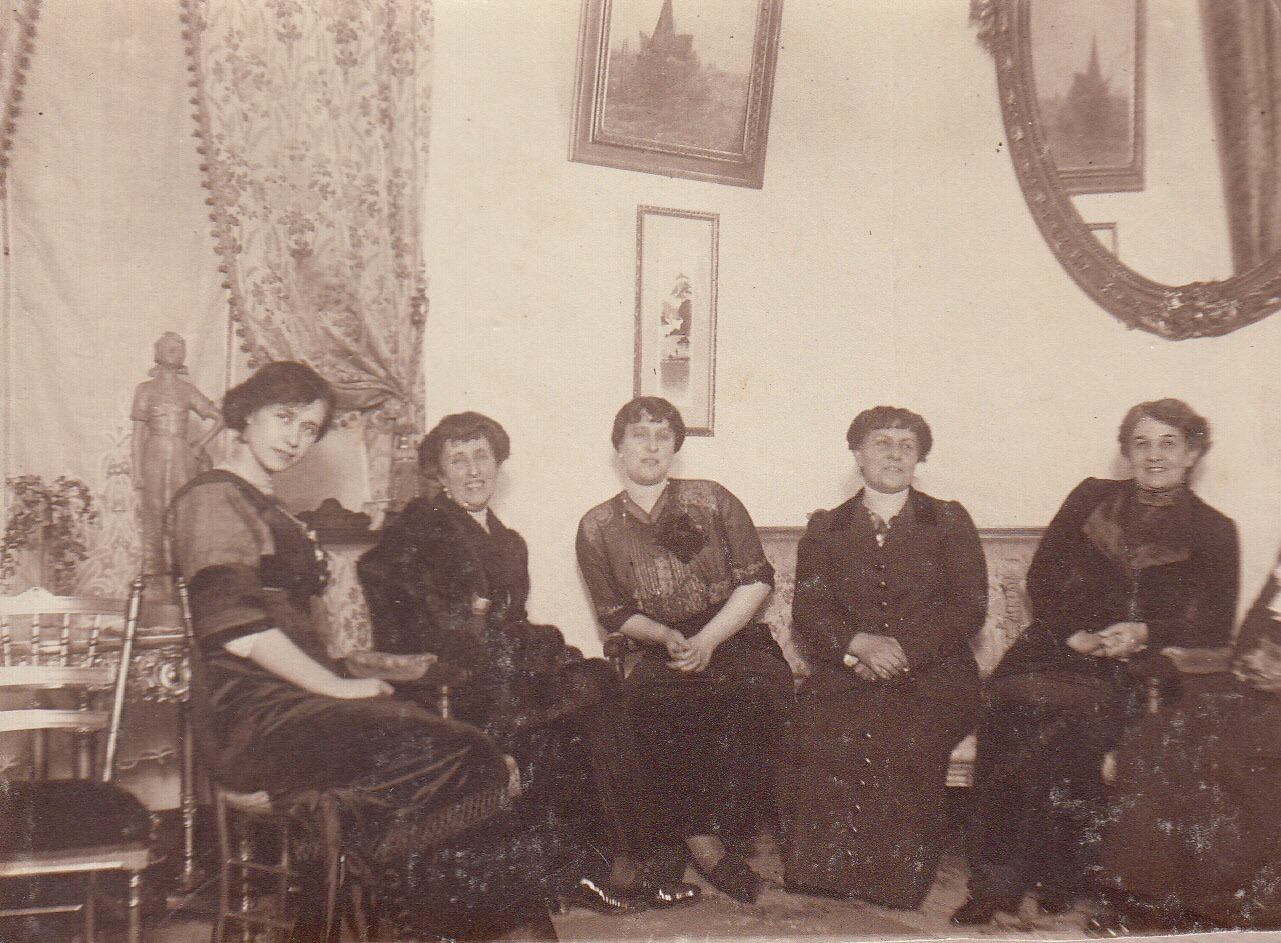
Sus hermanas Susana, Mercedes, Matilde, Sara y Ana.

Nació en la comuna chilena de Talca el 31 de agosto de 1872, hijo de Vicente Correa Albano y Agustina Vergara Loys, nieto del político Pedro Nolasco Vergara Albano, y sobrino de los también políticos José Gregorio Correa Albano y Bonifacio Correa Albano. Su hermano Germán, actuó como alcalde de Rancagua entre 1925 y 1927. También era primo hermano del escritor Pedro Nolasco Cruz Vergara, quien fuera diputado. Realizó sus estudios primarios y secundarios en el Colegio de los Sagrados Corazones de Santiago, continuando los superiores en el Instituto Comercial. Se dedicó a la agricultura en los fundos de su padre, en Talca.
Se casó el 20 de diciembre de 1908 con Rebeca Prieto Torres, hija de Rafael Prieto Marín y Carmen Torres de Prieto, con quien tuvo siete hijos; entre ellos Luis Correa Prieto, quien fuera ministro de Economía y Comercio y de Relaciones Exteriores, en el segundo gobierno del presidente Carlos Ibáñez del Campo.

## Carrera pública
Explotó un fundo en Talca hasta 1924, y más tarde instaló un establecimiento purificador de semillas. Sin afiliación política, el 2 de octubre de 1925, fue nombrado por el recién asumido vicepresidente de la República, Luis Barros Borgoño, como titular del Ministerio de Agricultura, Industrias y Colonización, cargo que ocupó hasta el final de la administración provisional, el 23 de diciembre del mismo año.
Luego, en el sector privado, se desempeñó como gerente de la Caja de Crédito Agrario, y fue presidente de la Sociedad Canal del Maule. Asimismo, fungió como director de la Asociación del Trabajo, y presidente y redactor del boletín oficial de la Sociedad Nacional de Agricultura (SNA), entidad gremial de la que además fue socio y director. También fue socio del Club de La Unión. Falleció el 18 de noviembre de 1943, a los 71 años.

## Obra escrita
- ___.- (1938). Agricultura Chilena. Imprenta Nacimento. Santiago, Chile.
  - Tomo I, 450 páginas.
  - Tomo II, 508 páginas.[5]